# Holderness

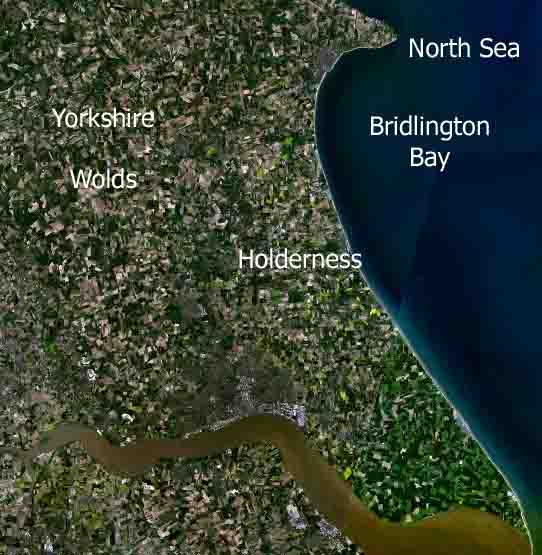
Holderness desde el espacio.

Holderness es una región en Yorkshire del Este, en la costa noreste de Inglaterra. Holderness generalmente se refiere al área entre el río Hull y el Mar del Norte. El meridiano cero pasa por Holderness justo al este de Patrington y por Tunstall al norte. Al norte y al oeste de Holderness se encuentran los Wolds de Yorkshire. 

## Geografía
Holderness, una zona de rica tierra agrícola, era un cenagal hasta que fue drenada en la Edad Media. Debido a su suelo blando, la costa es vulnerable a la erosión, perdiendo en promedio 6 pies (1,8 m) al año. La costa y las comunidades circundantes han tenido que implementar un retiro controlado.

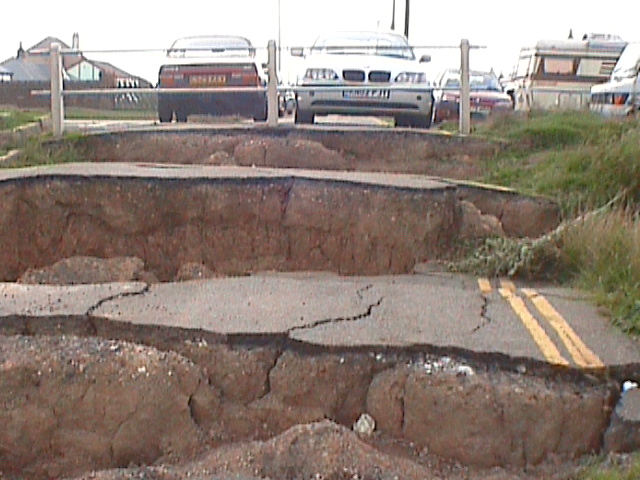
Erosión costera en Aldbrough, Holderness.

Los depósitos glaciares bien drenados en los terrenos de Holderness proporcionan suelos fértiles que se han utilizado históricamente para la agricultura intensiva de cultivos herbáceos. Los campos son generalmente grandes y están delimitados por zanjas de drenaje. La presencia de muy pocos bosques en la zona da lugar a un paisaje esencialmente rural, pero muy llano y expuesto. La costa está sujeta a una rápida erosión marina.
Holderness está drenada por el río Hull y sus afluentes y varios arroyos costeros. El valle del río Hull es amplio y poco profundo y en su tramo inferior el río está contenido dentro de diques. La barrera contra marejadas del río Hull en su desembocadura se puede utilizar para evitar que estas sobrepasen las defensas contra inundaciones. Grandes áreas del Holderness son demasiado planas y bajas para drenar naturalmente, por lo que en estas áreas funciona un sistema de drenaje de bajo nivel para recolectar el agua. En el tramo medio y bajo del río Hull, el agua se bombea desde los desagües de bajo nivel a un sistema de alto nivel. Este sistema está formado por cursos de agua elevados delimitados por terraplenes. Desemboca por gravedad en el mar. El drenaje principal es el Holderness Drain, iniciado en 1764 por el ingeniero John Grundy Jr.
En el este y sureste de Holderness hay una compleja red de canales y arroyos que fluyen hacia el sur hacia Humber o hacia el este hacia el Mar del Norte. Para mitigar los efectos de las mareas altas que detienen el flujo de agua de estos canales, varios han construido estaciones de bombeo en sus emisarios. 

## Historia

### Prehistoria
Hay evidencia arqueológica que sugiere que los primeros pobladores de Holderness llegaron en el Neolítico, cuando la llanura todavía estaba muy húmeda y probablemente consistía en una mezcla de pantanos, lagos, islas y bosques. A medida que el nivel del mar se fue modificando y el área se volvió más seca, se eliminaron progresivamente los árboles y las partes más altas y secas fueron inicialmente favorecidas para los asentamientos.

### Edad Media
El libro Domesday revela que durante el reinado de Eduardo el Confesor había 45 propietarios diferentes que tenían tierras en Holderness. El nombre Holderness puede derivarse del danés "hold", que era el nombre que se le daba en ese idioma a un noble con considerables posesiones territoriales. La parte "-ness" generalmente se refiere a un promontorio o forma de nariz, ya sea en un río o que sobresale de la costa.
Después de la conquista normanda, el rey Guillermo I otorgó el extenso señorío de Holderness a Drogo de la Beuvrière, un partidario flamenco, quien construyó un castillo en Skipsea antes de 1087, cuando el rey confiscó sus propiedades.
El área pasó luego a Adelaida de Normandía y el título a su marido, Odón, pero le fue arrebatado cuando se rebeló contra el rey Guillermo II en 1095. Le fue devuelto a su hijo Esteban de Aumale en 1102. El señorío de Holderness luego descendió a los sucesivos condes de Aumale:
- Guillermo de Aumale, 1127 – 1179
- Hawise de Aumale, con sus maridos como condes iure uxoris :
  - William de Mandeville, tercer conde de Essex
  - Guillermo de Forz
  - Balduino de Bétuna, 1195 – 1212
- William de Forz, tercer conde de Albemarle (fallecido en 1242), hijo de la segunda condesa de su segundo marido William de Forz
- William de Forz, cuarto conde de Albemarle (fallecido en 1260), hijo del tercer conde

A William de Forz, cuarto conde, le sobrevivió su viuda Isabella de Forz . Se le dio la custodia de sus hijos Thomas y William, pero les sobrevivió y también de su hija Aveline, que se casó con Edmundo de Lancaster (hijo de Enrique III), pero murió a los 15 años.

### SiglosXIXyXX
La apertura de los ferrocarriles desde Hull aceleró el crecimiento de la primera Withernsea en 1854 y de Hornsea en 1864 como centros turísticos costeros y ciudades de cercanías de Hull. Muchos de los otros asentamientos crecieron y cambiaron su carácter de aldeas agrícolas a convertirse en asentamientos dormitorio de Hull, Beverley, Bridlington y Driffield. Las ventas de grandes propiedades han reducido muchas de las grandes propiedades agrícolas que eran de propiedad privada, pero algunas aún permanecen y otras se han utilizado para crear grandes empresas agrícolas que gestionan áreas considerables con pocas explotaciones. Los enlaces ferroviarios con Withernsea y Hornsea se cerraron a los pasajeros en 1964 y se cerraron por completo en 1965.